# Релігія в Японії
Основними релігіями в Японії є буддизм та синтоїзм. Більшість віруючих у Японії зараховує себе до обох релігій відразу, що свідчить про Синто-буддистський синкретизм. У 1886 році, під час реставрації Мейдзі синтоїзм був оголошений єдиною та обов'язковою державною релігією Японії. Після Другой світової війни з прийняттям нової японської конституції в 1947 році синтоїзм втратив цей статус.
Буддисти та синтоїсти становлять за деякими оцінками до 84-96% населення, представляючи велику кількість віруючих у синкретизмі обох релігій. Однак ці оцінки ґрунтуються на асоціації японців з тим чи іншим храмом, а не на кількості справді віруючих. Професор Роберт Кісала припускає, що лише 30% населення ідентифікують себе як віруючі.
Китайські даосизм, конфуціанство і буддизм також вплинули на японські вірування та традиції. Релігія в Японії схильна до синкретизму, що виливається в змішання різних релігійних практик. Так, дорослі та діти відзначають ритуали синто, школярі моляться перед іспитами, молоді пари влаштовують весільні церемонії у християнській церкві, а похорон — у буддистському храмі. Християни є релігійною меншістю, всього 2,04 % населення. Серед об'єднань християнських церков, що діють у загальнояпонському масштабі, найбільше — Католицька центральна рада, далі, за кількістю послідовників ідуть п'ятдесятники та протестанти із Об'єднаної церкви Христа у Японії.
З середини ХІХ століття Японії також з'явилися різні нові релігійні рухи, такі як Тенріїзм та Аум Шінрікьо.

## Статистика
Подано за даними 31 грудня 2000 року, 31 грудня 2005 — 31 грудня 2008 років (Служба статистики Японії при Міністерство культури і науки Японії)
Станом на 31 грудня 2020 року в Японії нараховується 180 544 релігійні корпорації. З них 212 релігійних корпорацій, що підпорядковуються міністру освіти, культури, спорту, науки і технологій, пов’язані з синтоїзмом, 483 — з буддизмом, 328 — з християнством і 124 — з іншими релігіями. Число релігійних корпорацій, які підпорядковані губернаторам префектур, становить 84 361 синтоїстських, 76 572 буддистських, 4 492 християнських і 13 972 різних релігій.

### Кількість громад
| Рік          | 2000    | 2005    | 2006    | 2007    | 2008    |
| ------------ | ------- | ------- | ------- | ------- | ------- |
| Синто        | 89 040  | 88 714  | 88 585  | 88 788  | 88 861  |
| Буддизм      | 85 745  | 86 415  | 86 368  | 85 994  | 85 897  |
| Християнство | 9050    | 9353    | 9376    | 9330    | 9260    |
| Інше         | 41 228  | 40 059  | 39 542  | 39 858  | 39 410  |
| Загалом      | 225 063 | 224 541 | 223 871 | 223 970 | 223 428 |

### Кількість вірян
Загальна кількість вірян перевищує населення Японії через існування практики релігійного синкретизму. Наприклад, синтоїст може бути одночасно буддистом і навпаки. Практика синкретизму відкидається лише християнськими деномінаціями.
| Рік          | 2000        | 2005        | 2006        | 2007        | 2008        |
| ------------ | ----------- | ----------- | ----------- | ----------- | ----------- |
| Синто        | 105 738 000 | 108 580 457 | 107 247 522 | 106 817 669 | 105 824 798 |
| Буддизм      | 78 790 000  | 93 485 017  | 91 260 273  | 89 177 769  | 89 540 834  |
| Християнство | 1 745 000   | 2 161 707   | 2 595 397   | 3 032 239   | 2 143 710   |
| Інше         | 10 210 000  | 9 599 480   | 9 917 555   | 9 817 752   | 9 086 268   |
| Загалом      | 196 483 000 | 213 826 661 | 211 020 747 | 208 845 429 | 206 595 610 |